# Шагалалы
Шагалалы (каз. Шағалалы; устар. Чаглинка) — река в Казахстане, протекает по территории Акмолинской и Северо-Казахстанской областей.
Река берёт начало у горы Ак-Чеку. Течёт на север по широкой долине. Дно песчаное, отчасти илистое. Впадает в южный конец озера Шаглытениз. Высота устья — 134 м над уровнем моря. На реке расположен город Кокшетау. Наиболее крупные притоки: Тосын и Кенджебой (левые), Бала-Кылчакты (правый).
Длина реки составляет 234 км, площадь водосборного бассейна — 9220 км².

## Название
Из каз. шагала «чайка» и афф. -лы в знач. «место, где много чаек».

## Река Шагалалы в культуре и искусстве
- О реке Шагалалы М. В. Волкова писала в своих очерках «Старые места»[7]:

Чиглинка — небольшая речушка с живописными берегами, поросшими тальником и черемухой. Недалеко от излюбленного «рыбного» места были среди широкой равнины разбросаны маленькие озерки или болотца, в них водились и караси.